# Rasa de Ginebres
La Rasa de Ginebres és un torrent que en confluir amb la Rasa de la Perera dona lloc a la Rasa d'Antigues. Tot el seu curs transcorre pel terme municipal de Navès.

## Xarxa Hidrogràfica
La xarxa hidrogràfica de la Rasa de Ginebres està integrada per un total de 2 cursos fluvials. D'aquests, 1 és subsidiari de 1r nivell.
La totalitat de la xarxa suma una longitud de 2.316 m. que transcorren íntegrament pel terme municipal de Navès.